# Mohsen Fachrisadeh

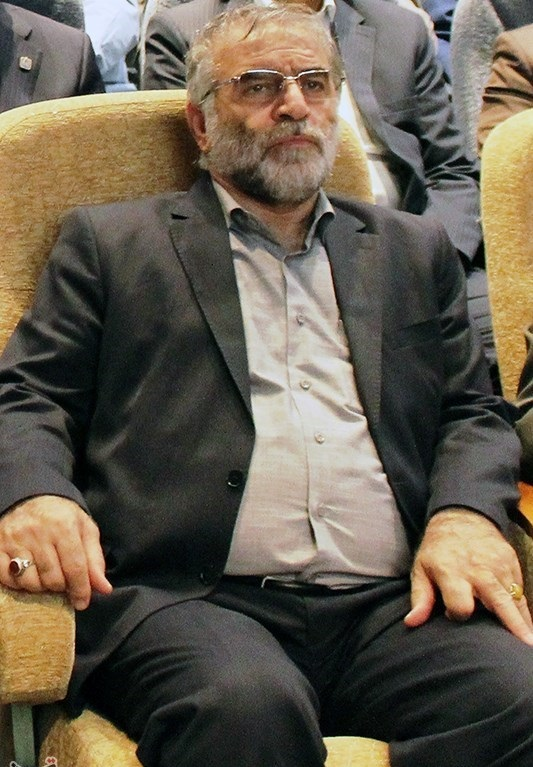
Mohsen Fachrisade im November 2020

Mohsen Fachrisadeh bzw. Mohsen Fakhrizadeh oder (wie etwa in Die Zeit) Mohsen Fachrizadeh (persisch محسن فخری‌زاده; auch Mohsen Fakhrizadeh-Mahabadi genannt; * 1958 in Ghom; † 27. November 2020 bei Absard, Provinz Teheran) war ein iranischer Kernphysiker, Hochschullehrer und Angehöriger der Revolutionsgarde. Er gilt als „Vater des iranischen Atomprogramms“ und war zuletzt als Leiter der Abteilung Forschung und technologische Entwicklung im iranischen Verteidigungsministerium verantwortlich für das Raketenprogramm des Landes. Am 27. November 2020 fiel er einem KI-unterstützten Attentat zum Opfer.

## Engagement im iranischen Atomprogramm
Fachrisadeh war Professor für Physik an der Imam-Hossein-Universität und als Mitglied der Revolutionsgarde (IRGC) maßgeblich an dem iranischen Atomprogramm beteiligt. Er trat 1979 in die Revolutionsgarden ein und blieb auch als Wissenschaftler Mitglied, nach einigen Berichten hatte er zuletzt den Rang eines Brigadegenerals.
2007 wurde er als einer von mehreren iranischen Wissenschaftlern, die im nuklearen ballistischen Raketenprogramm aktiv sind, explizit in einer Resolution des UN-Sicherheitsrats genannt (Nr. 1747 von 2007, Annex I). Darin wurde er als leitender Wissenschaftler des Ministeriums für Verteidigung und Logistik der Streitkräfte (englisch Ministry of Defence and Armed Forces Logistics, MODAFL) und früherer Leiter des Physics Research Centre (PHRC) bezeichnet und angemerkt, dass die Internationale Atomenergie-Organisation IAEA ihn zu seiner früheren Rolle im PHRC befragen wollte, Iran dies aber ablehnte. Auch in einem IAEA Report von 2008 wurde er kurz erwähnt. Er war einer der wenigen Kerntechnik-Ingenieure Irans, welche die IAEA in ihren Dokumenten explizit erwähnte und für ihn mehrfach Anträge auf Befragung an Iran stellte, was dieser aber stets ablehnte. Fachrisadeh wurde dafür vom Sicherheitsrat der Vereinten Nationen wie andere iranische Unternehmen, Organisationen und Offizielle mit Sanktionen belegt (Security Council Committee Folgeentscheid zu Resolution Nr. 1737 von 2006 und Nr. 1747 von 2007), dem Einfrieren von Konten und Reisebeschränkungen (Travel notification requirements). Mit dem Wenigen, was über seine Karriere bekannt war, sah die IAEA die gegen ihn geäußerten Vorwürfe, er würde an Kernwaffen arbeiten, als überzeugend und konsistent an. Dazu trug insbesondere bei, dass er 2011 in einem United Nations Nuclear Watchdog Report als führende Person in einer Weiterverfolgung des nach iranischen Angaben eigentlich 2003 beendeten militärischen Kerntechnikprogramms genannt wurde (Projekt Amad 1999–2003). Der US-amerikanische Proliferationsexperte David Albright bezeichnete ihn 2011 als extrem wichtig, auch wenn kaum etwas über ihn bekannt sei. Fachrisadeh spielte auch eine bedeutende Rolle im späteren Urananreicherungsprogramm Irans.
Als der israelische Ministerpräsident Benjamin Netanyahu im April 2018 in einer Fernsehansprache vorgebliche Beweise für eine militärische Fortführung des iranischen Atomprogramms (mit dem Codenamen Projekt Amad) präsentierte, stellte er Fachrisadeh als Leiter dieses Programms heraus mit den Worten, man solle sich seinen Namen merken. Zuvor hatten Mossad-Agenten 55.000 Seiten streng geheimer Dokumente zum iranischen Nuklear- und Raketenprogramm aus Safes in einem geheimen Archiv in Iran erbeutet.

## Attentat

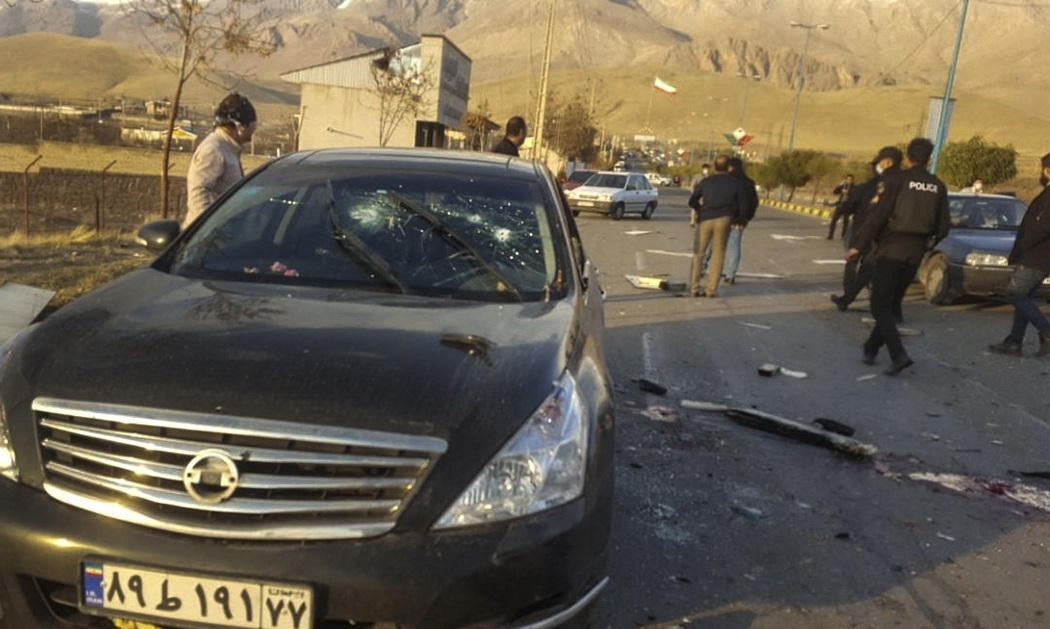
Fachrisadehs Auto nach dem Attentat mit Einschusslöchern

Am 27. November 2020 wurde er bei einem Mord-Anschlag bei Absard, einer Kleinstadt 50 km östlich von Teheran, in der sich viele Villen der iranischen Oberschicht befinden, schwer verletzt und starb anschließend im Krankenhaus. Er war mit Personenschützern auf dem Weg von Teheran nach Absard, um seine Schwiegereltern zu besuchen. Sein Auto wurde beschossen, wobei Kugeln die Windschutzscheibe durchschlugen. Bei dem Attentat explodierte in unmittelbarer Nähe auch eine Bombe in einem Fahrzeug. Bei den genauen Angaben zum Tathergang gibt es mehrere Versionen. Nach anfänglichen Berichten sollte es zu einem Schusswechsel der Attentäter mit seinen Personenschützern gekommen sein, bei dem auch mehrere Attentäter starben.
Die iranische Nachrichtenagentur Fars verbreitet eine andere Version des Tathergangs. Laut ihr soll auf Fachrisadehs Wagen mittels einer auf einem Pickup montierten ferngesteuerten Maschinenwaffe geschossen worden sein. Der Pickup soll von den Attentätern gesprengt worden sein. Anschließend habe es einen Schusswechsel der Personenschützer mit vier Personen aus einem nahestehenden PKW sowie acht weiteren Männern, die auf vier Motorrädern auftauchten, gegeben.
Nach anderen Angaben wären überhaupt keine Attentäter vor Ort gewesen und Maschinengewehr und Bombe waren ferngesteuert. Der Leiter des obersten nationalen Sicherheitsrats Irans Admiral Ali Schamchani bestätigte am 30. November 2020 Berichte iranischer Medien, dass beim Anschlag komplexe elektronische Methoden verwendet wurden und dass kein Attentäter vor Ort gewesen sei. Schamchani machte die iranische Widerstandsgruppe Volksmudschahedin und Israel für den Anschlag verantwortlich. Iranische Sicherheitskräfte hätten einen Anschlag erwartet und örtlich sogar ungefähr vorhergesagt. Diese Darstellung wird durch einen Artikel der New York Times vom 18. September 2021 bestätigt, demzufolge das Attentat mit Hilfe eines KI-gesteuerten Roboters durchgeführt wurde. Die beschriebene Detonation sollte dem Artikel nach die Beweisbarkeit des Einsatzes einer KI-gesteuerten Tötungsmaschine verhindern, was allerdings nicht weitgehend genug gelungen sei. Dadurch wurde der Einsatz von hoch entwickelter Technologie nachweisbar, was darauf hindeutet, dass die Attentäter aus dem Umfeld einer feindlichen, entsprechend hoch entwickelten, staatlichen Organisation stammen, die nur noch auf lokale Hilfskräfte vor Ort angewiesen waren.
Auf Fachrisadeh wurde schon 2008 ein Anschlag verübt, als Attentäter auf Motorrädern einen Sprengsatz an seinem Wagen befestigten. Fachrisadeh konnte der Explosion damals durch einen Sprung aus dem Wagen entkommen.

### Reaktionen
Außenminister Mohammed Dschawad Sarif beschuldigte Israel, für das Attentat verantwortlich zu sein. Zuvor wurden bereits iranische Wissenschaftler aus dem Kerntechnik-Bereich ermordet. Auch für diese Gewalttaten macht die Islamische Republik Iran den israelischen Geheimdienst Mossad verantwortlich (Siehe: Operationen, die dem Mossad zugerechnet werden). Im Juli 2020 war es in der Atomanlage Natanz, die der Urananreicherung und Produktion von Zentrifugen dient, zu einem Brand gekommen, der schwere Schäden verursachte und von iranischen Stellen als Sabotageakt eingestuft wurde.
Hussein Salami, Oberbefehlshaber der IRGC, rief zur Vergeltung und Bestrafung aller, die hinter dem Attentat stehen, auf.
Der ehemalige CIA-Direktor John Brennan verurteilte das Attentat als kriminellen Akt.
Das Attentat führte auch zu heftiger Kritik innerhalb Irans als Teil einer Kette von Fällen schweren Versagens der von den Revolutionsgarden kontrollierten Spionage- und Terrorabwehr in Iran innerhalb eines Jahres, darunter im Januar 2020 die Tötung des Generals Qasem Soleimani. Dabei zählte Fachrisadeh zu den bestgeschützten Personen Irans, über den man bis zum Anschlag auf ihn kaum etwas öffentlich erfahren konnte und auch kein Foto erhältlich war. Sein Schutz oblag den Revolutionsgarden.
Der UN-Generalsekretär António Guterres und der deutsche Bundesaußenminister Heiko Maas riefen zur Besonnenheit auf und appellierte an alle Beteiligten, nichts zu tun, was die Lage weiter eskalieren könnte. Die EU verurteilte die Tötung als Straftat.
Der israelische Geheimdienstminister Eli Cohen wies in einem israelischen Armeesender Ende November 2020 Kritik an der Tötung Fachrisadehs als Heuchelei zurück. Die Europäer wüssten um die iranischen Bemühungen, Atomwaffen zu bekommen; statt aber über notwendige Sanktionen zu sprechen und sicherzustellen, dass die Iraner nicht danach streben, würden sie wieder den Kopf in den Sand stecken. Er beurteilte den Tod Fachrisadehs als positiv für den Nahen Osten und die ganze Welt und meinte weiterhin wörtlich: „Israel hat deutlich gemacht, dass es Iran nicht erlauben wird, Atomwaffen zu erlangen. Iran ruft zur Zerstörung Israels auf, und deshalb ist aus unserer Sicht jeder, der aktiv an nuklearen Aufrüstungsbestrebungen beteiligt ist, des Todes.“ Offiziell hatte sich Israel nicht zu der Tat geäußert, und auch Cohen folgte in seinem Radioauftritt der offiziellen israelischen Linie, dass er nicht wisse, wer die Tat begangen habe.

## Bewertung
Beobachter verweisen auf den Zeitpunkt des Anschlags nach der Abwahl des bisherigen und vor Einsetzung des neuen US-Präsidenten Biden. Der Guardian spekulierte, Israel könnte den Angriff durchgeführt haben, um jede Chance auf eine Versöhnung zwischen Teheran und der neuen US-Regierung unter neuer Führung zunichtezumachen.
Wer auch immer die Entscheidung zum Attentat getroffen habe, er „wusste ganz genau, dass ihm noch 55 Tage einer US-Regierung bleiben, die die Iraner so betrachtet wie wir; nämlich als eine sehr ernstzunehmende Bedrohung“, sagte der ehemalige Chef des israelischen Militärgeheimdienstes Amos Yadlin. Auch der israelische Journalist Ronen Bergman verweist darauf, dass, sollte Israel hinter der Tötung stehen, eine vorherige Absprache mit der US-Regierung wahrscheinlich sei.
Laut der New York Times war Fachrisadeh das Angriffsziel Nummer eins des israelischen Geheimdienstes Mossad.